# Street Racing Syndicate
Street Racing Syndicate es un videojuego de carreras desarrollado por Eutechnyx, y publicado por Namco el 31 de agosto de 2004 para la PlayStation 2, GameCube, Xbox y Microsoft Windows. El juego también fue lanzado para la Game Boy Advance el 4 de octubre de 2004.

## Jugabilidad
Este juego se caracteriza por un ambiente underground import tuning, en que el objetivo principal del jugador es vivir la vida de un corredor callejero, ganando respeto y afecto de varias mujeres en la ciudad. Esta está caracterizada en un rumbo que el jugador debe ganar una variedad de desafíos de respeto para atraer chicas y mantener una buena racha de victorias en serie para asegurar que ellas se mantengan con el jugador. Vienen en sus autos, las chicas que presentan la próxima carrera abierta para que el jugador entre. Ya que el jugador continues ganando carreras, vídeos de baile si desea ser desbloqueado para ver.
El juego cuenta con 50 autos de una variedad de fabricantes, Incluyendo modelos de Nissan, Toyota, Mitsubishi, Lexus, Subaru, Mazda, y Volkswagen. SRS también cuenta con daño en los autos que obliga al jugador a conducir con cuidado, el daño grave puede afectar el rendimiento y repararlo puede vaciar al jugador del dinero  ganado de su última carrera.
El juego determinado ser apto para correr en varias partes de los Estados Unidos, Incluyendo Los Ángeles, Miami y Philadelphia, y las carreras intentan tomar lugar no solo en el día sino también en la noche.

## Desarrollo
SRS inicialmente admitido respaldada la publicación de The 3DO Company. Aunque el juego estuvo todavía en desarrollo, 3DO declaró la bancarrota y aparte subasta SRS según con sus otros bienes. Namco adquiere SRS por $1.5 millones, comparado por  los $1.3 millones que Ubisoft pagó por la franquicia Heroes of Might and Magic.

## Recepción
La versión de GameCube, PlayStation 2 y Xbox recibió "mixtos o mediocres reseñas" según reseñas de Metacritic.